# Шефер, Майрон
Майрон Шефер (англ. Myron Schaeffer, настоящее имя Зигмунд Майлз Борух Шапиро, англ. Sigmund Miles Boruch Schapiro; 11 ноября 1908—1965) — канадский композитор.
Сын Гиллеля Шапиро (1882—1943), перебравшегося в США из Риги. Окончил Оберлинскую консерваторию (1931), в 1937 г. защитил докторскую диссертацию в Университете Западного резервного района. В 1941—1945 гг. возглавлял колледж искусств Панамского университета (среди его учеников был, в частности, Роке Кордеро, затем продолживший заниматься у него в США), проводил много времени в Мексике, Панаме и других латиноамериканских странах, собирая фольклорный музыкальный материал (коллекция хранится в Архиве народной культуры Библиотеки Конгресса США). Затем преподавал в Университете Миннесоты, продолжая путешествовать по Латинской Америке и записывать народную музыку. Выработавшийся у Шефера в ходе этой работы интерес к проблемам звукозаписи привёл его в 1959 г. на должность директора только что основанной Студии электронной музыки при Торонтском университете, где Шефер работал вместе с Хью Ле Кеном. Помимо собственно музыкальных проблем, Шефер и Ле Кен занимались совершенствованием электронных технологий, используемых композиторами и исполнителями, сконструировав, в частности, хамограф (англ. hamograph) — приспособление для контроля за амплитудой и ритмом звуковых колебаний. Поддержка Шефера и его преемника Густава Сайамаги помогла Роберту Моугу в разработке и продвижении первой модели его синтезатора.